# 明納努小禮拜堂
明納努小禮拜堂（英語：Minoru Chapel），是一所位於加拿大英屬哥倫比亞省列治文市中心的一座小禮拜堂。明納努小禮拜堂設在明納努公園西北端，附近景點包括皮雅福斯花園和明納努湖。當今，它是列治文市現存最古老的教堂建築，也屬加拿大註冊歷史古蹟。

## 歷史
明納努小禮拜堂於1891年建設在列治文市北端，菲沙河邊，最先歸屬於基督教衛理宗。1961年，當列治文市政府為了計畫建設鐵路軌道，收購了明納努小禮拜堂所在的土地使用權，導致明納努小禮拜堂移至到當今的市中心地點，直至於1968年完成整治並開放給大眾使用。

## 設計
明納努小禮拜堂的窗由花窗玻璃做裝飾，建築外觀是典型的木作哥德式風格。

## 設施
明納努小禮拜堂的內部可容納120人，並可用於舉辦婚禮、葬禮、洗禮、禱告、或電影及廣告製作。

## 交通
目前市內的大眾運輸系統之中有兩條公車線（406、407）可達明納努小禮拜堂。